# Жатец
Жатец (на чешки: Žatec) е град в окръг Лоуни в Устецки край в Чешката република. Има около 19 000 жители. Разположен е на река Охрже. Историческият център на града е добре запазен и е защитен от закона като градски паметник и отчасти като зона за градски паметници .
Жатец е известен с над 700-годишна традиция в отглеждането на благороден хмел Сааз, използван от няколко пивоварни.

## Административни части
Селата Бездеков, Милчевес, Радичевес, Търновани, Великов и Захоржи са административни части на Жатец.

## Етимология
Името „Жатец“ произлиза от старочешката дума záteč/zateč, която означава място на река, където се натрупва лед в стеснен канал.

## География
Жатец се намира на около 18 км западно от Лоуни и на 62 км северозападно от Прага. Намира се в селскостопански район на Мостовия въглищен басейн. Най-високата точка е 337 м над морското равнище. През града минава река Охрже. Мястото, където реките Охрже и Блъшанка се сливат, се намира на източната граница на общината.

## История
Първото писмено споменаване на Жатец е в латинската хроника на Титмар Мерзебургски от 1004 г. През 1248 г. Жатец за първи път е титулуван като град. През 1265 г. той получава привилегиите на кралски град от бохемския крал Отокар II.
През XVI век Жатец има около 5000 жители и е един от най-населените градове в кралството. През 1827 г. е построен верижен мост над Охрже, първият верижен мост в Бохемия.
От избухването на хуситските войни през 1419 г. до Тридесетгодишната война градът е хуситски или протестантски, но след битката при Бялата планина (1620 г.) по-голямата част от чешките жители напускат града. Той остава немски и римокатолически до 1945 г., когато немскоезичните жители са прогонени в Германия. На 3 юни 1945 г. около 5000 германски жители са събрани на градския площад и маршируват до Поповата порта, където са убити най-малко 763 души; оценките варират до 2000 жертви, убити от чехословашките военни в Жатец и по време на марша.

## Население
Статистика на числеността на населението от 1869 г.
| \| Година на преброяване \| Численост \| \| --------------------- \| --------- \| \| 1869 \| 10 050 \| \| 1880 \| 11 716 \| \| 1890 \| 14 590 \| \| 1900 \| 17 858 \| \| 1910 \| 18 745 \| \| 1921 \| 17 761 \| \| 1930 \| 19 806 \| \| 1950 \| 14 088 \| \| 1961 \| 15 661 \| \| 1970 \| 16 525 \| \| 1980 \| 19 145 \| \| 1991 \| 20 320 \| \| 2001 \| 19 919 \| \| 2011 \| 18 786 \| \| 2021 \| 18 467 \| |           |
| Година на преброяване | Численост |
| 1869 | 10 050    |
| 1880 | 11 716    |
| 1890 | 14 590    |
| 1900 | 17 858    |
| 1910 | 18 745    |
| 1921 | 17 761    |
| 1930 | 19 806    |
| 1950 | 14 088    |
| 1961 | 15 661    |
| 1970 | 16 525    |
| 1980 | 19 145    |
| 1991 | 20 320    |
| 2001 | 19 919    |
| 2011 | 18 786    |
| 2021 | 18 467    |

## Икономика
Жатец и околностите му са известни с традицията си в отглеждането на хмел Сааз. Хмелът Сааз или хмелът Жатец е защитено наименование за произход.
Традицията на варенето на бира започва тук през 1261 г.; отглеждането на хмел е документирано за първи път през 1348 г. През 1800–1801 г. пивоварната Жатец започва своето производство, което продължава и до днес.

## Транспорт
Жатец се намира на железопътната линия Пилзен – Мост.

## Култура
Жатец е домакин на Dočesná, фестивал на реколтата, свързан с хмела. Провежда се на градския площад всеки септември.

## Забележителности
От 1961 г. историческият център на Жатец е защитен като градски паметник. Той включва колекция от важни сгради и архитектурни стилове от романския период до ар нуво.
От 2003 г. районът южно от историческия център също е защитен като градски паметник. Ценен е предимно с техническите си конструкции, свързани с отглеждането на хмел.
Църквата „Успение Богородично“ е един от най-значимите паметници. Първоначално е построена в романски стил и някои от романските ѝ части все още са запазени. През 1724 – 1728 г. е добавен параклисът на Свети Йоан Непомук. Около 1740 г. западната фасада е преустроена в бароков стил.
Традицията на отглеждане на хмел и пивоварството са широко представени в града. Има Музей на хмела и Музей на пивоварството. Храмът на хмела и бирата е туристически комплекс с няколко атракции, включително наблюдателна кула и малък астрономически часовник.

## В популярната култура
Жатец е използван като снимачна площадка за много исторически филми и телевизионни сериали, включително „Йентл“ (1983), „Хрониките на младия Индиана Джоунс“ (1992), „Клетниците“ (1998), „Оливър Туист“ (1999), „Жената на пазача на зоопарка“ (2016) и носителя на Оскар „Джоджо Заека“ (2019).

## Личности
- Йоханес фон Тепл (ок. 1350 – ок. 1415), писател
- Ойген Гура (1842 – 1906), немски оперен певец
- Габриел Антон (1858 – 1933), австрийски невролог и психиатър
- Адолф Щраус (1902 – 1944), пианист и композитор
- Мария Требен (1907 – 1991), австрийска народна лечителка
- Карел Райнер (1910 – 1979), композитор и пианист
- Питър Глейзър (1923 – 2014), чешко-американски учен и аерокосмически инженер
- Мирослав Варга (* 1960), спортен стрелец, олимпийски шампион

## Побратимени градове
Жатец е побратимен с:
- Краснистав, Полша
- Поперинге, Белгия
- Тум, Германия
- Жалец, Словения